# Dança hip hop
A dança hip hop refere-se aos estilos de dança sociais ou coreografados relacionados à música e à cultura hip hop. Isto incluiu uma grande variedade de estilos, especialmente breakdance e popping, os quais foram desenvolvidos na década de 70 por afros e latino-americanos. O que diferencia a dança hip hop de outros tipos de dança é o freestyle e os seus dançarinos frequentemente estarem envolvidos em batalhas - competições são  geralmente realizadas em uma Saifer, um espaço de dança circular que se forma naturalmente quando a dança inicia. Os três elementos - freestyle, batalhas e Saifers - são os componentes da dança hip hop.
Com mais de trinta anos de existência, a dança hip hop tornou-se amplamente conhecida após os primeiros profissionais de breakdance e locking, e os grupos de popping. Destes, os mais influentes são o The Lockers, o Rock Steady Crew e o Electric Boogaloos, os quais são responsáveis pela propagação do locking, breaking e popping, respectivamente. Estes estilos foram desenvolvidos por técnicos bailarinos especializados que desejavam criar uma coreografia para a música hip hop, mas atualmente estas danças são também executadas na rua. Por causa disto, a dança hip hop é praticada tanto na rua como em lugares fechados.
Internacionalmente, a dança hip hop sofreu uma forte influência da França e da Belgica . A França é o berço da tecktonik, um estilo de dança de casa que se apoia fortemente no popping e no breaking; e do Juste Debout, uma competição de dança internacional. A Coreia do Sul é a casa da disputa de breakdance chamada R-16 Korea, a qual é patrocinada pelo governo e é transmitida anualmente pela televisão. O país constantemente produz habilidosos b-boys que são designados a serem embaixadores da cultura coreana.
Para alguns, a dança hip hop pode ser apenas uma forma de entretenimento ou um passatempo. Para outros, tornou-se um estilo de vida: um caminho para ser ativo na aptidão física ou na dança competitiva; e uma maneira de ganhar a vida a dançar profissionalmente.

## História

### Nascimento da breakdance
O mais puro estilo de dança hip hop, o breakdance surgiu no início da década de 1970 como elaborações do modo de James Brown dançar na TV. As pessoas imitavam seus movimentos nas salas de estar, corredores em festas. E foi numa destas festas que o breaking floresceu e tornou-se um estilo de dança próprio, com a ajuda de um jovem chamado Clive Campbell. Campbell, mais conhecido como DJ Kool Herc, era um DJ jamaico-americano que frequentemente fazia gravações na parte adolescente do bairro do The Bronx. A novela ''Can't Stop Won't Stop conta sobre a história da cultura hip hop e o momento "eureka" de Herc.

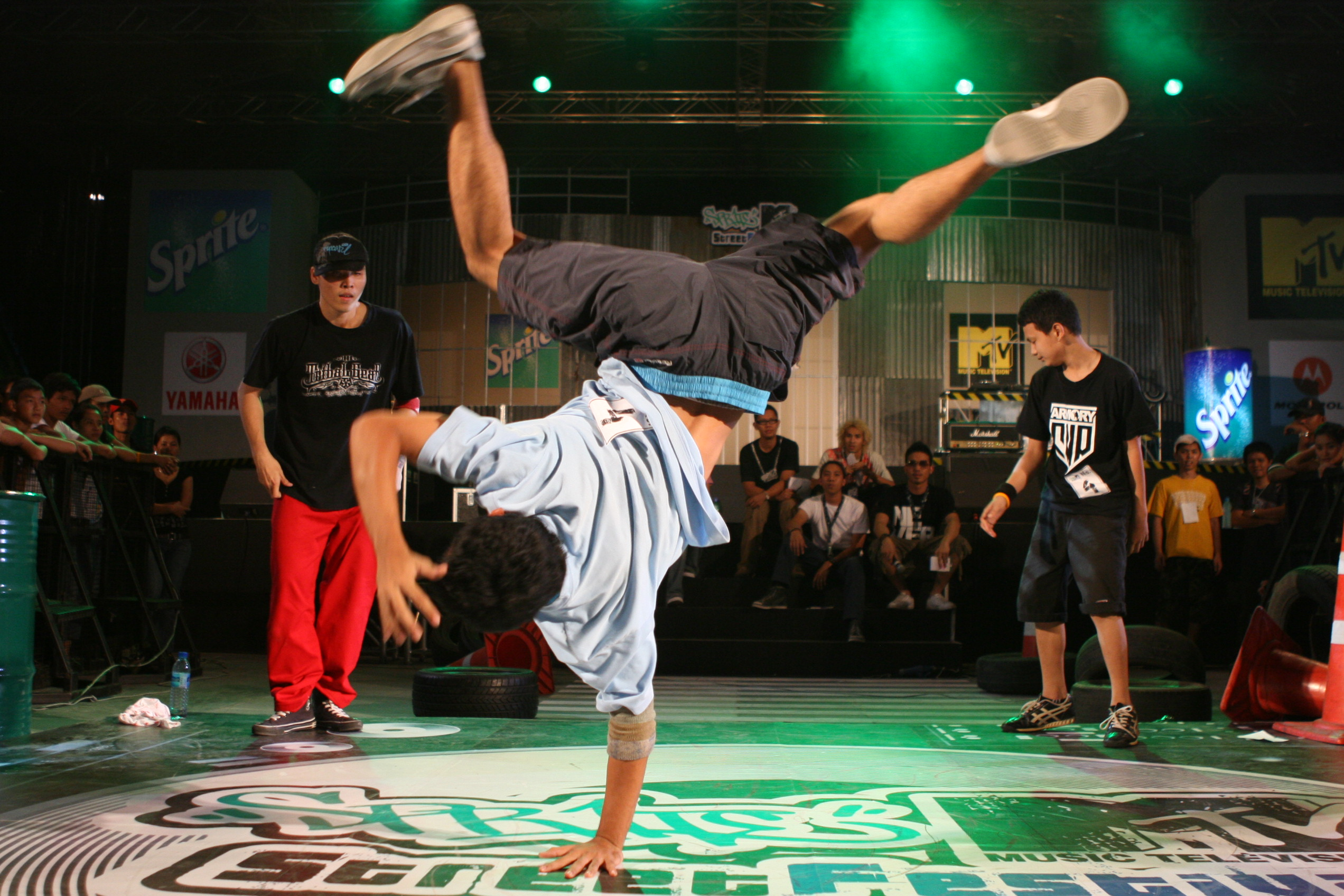
Breakdance, o estilo de dança original do hip hop, no MTV Street Festival, Tailândia.

O breakdance começou estritamente com o movimento toprock, movimentos de dança realizados em pé. O toprock geralmente serve para a abrir a performance de um b-boy ou uma b-girl, antes de serem realizados os outros movimentos de dança no chão. Há um estilo de dança influenciado pelo toprock, chamado uprock (também conhecido por Brooklyn uprock ou rocking). O estilo de dança uprock teve suas origens nas gangues de Brooklyn, Nova Iorque. Apesar de similar ao toprock, é mais agressivo, e envolve sapateado e movimentos que imitam combates. No entanto, o uprock nunca alcançou a popularidade para o qual foi proposto, e tem se tornado um estilo alternativo aos dançadores de breaking.
Frequentemente, crews - grupos de dançarinos de rua que se reúnem para praticar a modalidade como uma tripulação - inventam novos movimentos. Como os crews são formados por amigos, os relacionamentos dentro deles são familiares e sem brigas. Os membros não fazem parte de um sindicato profissional e nem são sujeitos a audições. A menos que já esteja estabelecido o lugar de prática da breakdance, os dançarinos ensaiam os movimentos em casas e na rua.

"Nós não sabíamos que porra era capoeira, mano. Nós éramos do gueto! Lá não havia escolas de dança, nada disso. Se houvesse uma dança, era de jazz ou de balé. Eu só vi uma dança no gueto em minha vida durante esse tempo, e foi na Van Nest Avenue no Bronx, e foi uma escola de balé.. Nossa influência principal na breakdance foi James Brown, a pedra angular."

Richard "Crazy Legs" Colón;
 Rock Steady Crew
Rock Steady Crew (RSC) é o mais famoso crew de breaking no mundo. Juntamente com Mighty Zulu Kings, de Afrika Bambaataa, é um dos mais antigos ainda ativo. A RSC foi fundada em 1973 no The Bronx. Para quem desejasse entrar neste crew, deveria antes vencer uma batalha contra um dos b-boys da Rock Steady, e o vencedor seria proclamado em uma audição. O RSC se desenvolveu uma vez que  Richard "Crazy Legs" Colón assumiu a presidência. Crazy Legs abriu em Manhattan uma subsede do grupo e tornou os b-boys Wayne "Frosty Freeze" Frost e Kenneth "Ken Swift" Gabbert presidente e vice, respectivamente. Freeze faleceu em 2008. A Rock Steady apareceu nos filmes Wild Style e Beat Street - longas da década de 1980 sobre a cultura hip hop. O RSC atualmente tem membros no mundo inteiro, especialmente no Japão, Europa e Itália.
É fácil chegar a conclusão de que a breakdance teve origem da capoeira, uma dança afro-brasileira, como "uma forma de autodefesa disfarçada de dança". A capoeira surgiu centenas de anos antes do que a breakdance, o uprock é similar ao proposto pela capoeira, e ambos são realizados com música. No entanto, como não houve filmes de capoeira ou escolas da mesma no The Bronx, é pouco provável que o breaking tenha nascido dela. Uma das maiores diferenças entre os dois estilos de dança é que o competidor de capoeira nunca pode tocar a mão no chão. Em contraste a isso, um dançarino de breaking está quase sempre com as mãos no chão. Considerando estes aspectos, a comunidade negra dos EUA não teve no que se basear como referência ao criar a breakdance.

### Funk Styles e o renascimento da Califórnia
Como a breakdance foi desenvolvida e evoluída em Nova Iorque, outros estilos de dança foram desenvolvidos ao mesmo tempo na Califórnia. Ao contrário da breakdance, o Funk Styles - estilo de dança que se originou na década de 1970 na Califórnia - não teve nenhum relacionamento ao estilo de danças do hip hop: era dançada a música funk invés da música hip hop e não havia nenhum relacionamento com os cinco pilares da última (DJ, Escrita do grafite e MC). O Funk Styles surgiu um pouco antes do breaking considerando que a (ro)boting (a predecessora do locking) foi realizada no final da década de 1960.
Como o breaking, os diferentes movimentos do Funk Styles surgiram com a formação dos crews. The Lockers foi fundado em Los Angeles por Don "Campbellock" Campbell, o qual criou o locking posteriormente. Eles iniciaram com todos os homens negros, mas após um tempo mulheres e latino-americanos começaram a integrar o grupo para compensar a falta de diversidade racial. Uma destas adições incluem o coreógrafo Toni Basil, que se tornou treinador do grupo. O Electric Boogaloos é outro crew de Funk Styles, tendo sido fundado em Fresno por Sam "Boogaloo" Solomon, que foi creditado como o criador do popping e do boogaloo elétrico. O popping recebeu este nome porque quando Boogaloo Sam estava dançando, o barulho de seus músculos fazia "pop, pop, pop". O boogaloo elétrico é uma combinação do boogaloo - um estilo de dança caracterizado por utilizar o quadril, o joelho e a cabeça nos movimentos - e popping. Algumas vezes é erroneamente chamado de electric boogie. A dança boogaloo foi criada na cidade de Nova Iorque por cubanos e porto-riquenhos, e é dançada ao som de  boogaloo, um gênero que mistura R&B, soul e mambo. O boogaloo elétrico perdeu sua popularidade após o fim da década de 1970, mas ainda é uma forma de dança respeitada. Os membros do Boogaloo Electric ainda estão ativos e viajam pelo mundo para dar aulas de dança. Timothy "Popin Pete" Solomon e Steffan "Mr. Wiggles" Clemente são membros da convenção de dança Monsters of Hip Hop.
Embora a dança hip hop e a do funk sejam estilisticamente diferentes, sempre existem muitos elementos comuns ao redor, como a improvisação e a forma de como se originaram dentro das comunidades negra e latina dos Estados Unidos. O Funk Styles foi integrado ao hip hop em 1980 quando a cultura atingiu a Costa Oeste dos Estados Unidos.
Desde quando a cultura hip hop foi adotada pela Costa Oeste, a Califórnia manteve a produção constante de estilos de dança regionais. Na década de 1970, enquanto Fresno era conhecido pelo popping e Los Angeles pelo locking, Oakland foi conhecida por um estilo chamado struttin'. Os crews associados ao struttin' não tinham tanto poder quando o Boogaloo Electrics ou o The Lockers. Assim, o struttin' desapareceu e nunca chegou ao ponto de ser considerado um mainstream. O novo milênio deu origem a um novo estilo de dança de Oaklan, chamado turfing, uma fusão de mímica e floating, o qual coloca grande ênfase a narração dos movimentos e a ilusões. Exceto na área da baía de São Francisco, o turfing manteve sua resistência devido aos concursos de dança e programas para a juventude local que promovem a dança como uma forma de atividade física. No auge de sua exposição, em Los Angeles surge mais um novo estilo de dança, o jerkin'. O que distingue este estilo dos demais são que geralmente os seus praticantes utilizam um jeans apertado. Apesar de estabelecidos localmente, o turfing e o jerkin não conseguiram sair de suas próprias regiões, e é para este caminho que o krumping caminha.

"Se expressionar é uma necessidade no krumping, porque o krumping é uma expressão. Você deve deixar as pessoas sentirem o que você está fazendo. Você não deve simplesmente entrar e começar a dançar o krumping sem ter finalidade alguma."

Robert "Phoolish" Jones;
Krump Kings
O krumping surgiu no final da década de 1990 entre as comunidades afro-americanas de Compton, Califórnia. No início, foi só visto e praticado no condado de Los Angeles até que ganhou uma exposição maior com videoclipes e principalmente o documentário Rize, lançado em 2005. O clowning (não deve ser confundido com o clown walk), é o predecessor menos agressivo ao krumping tendo sido criado em 1992 por Tommy the Clown. Tommy e seus dançarinos pintavam suas faces e executavam palhaçadas para as crianças em festas de aniversários ou em outras funções como uma forma de entretenimento. Em contraste, o krumping foca principalmente em batalhas altamente energéticas.
Comparado ao Funk Styles, turfing, jerkin' e krumping são relativamente novos. As semelhanças culturais sobre estes estilos de dança de rua e a breakdance os trouxeram como parte da subcultura do hip hop, que tem ajudado a mantê-los vivos e evoluídos.

### Discussões sobre nomenclatura

#### Breakdancing ou Breaking/B-boying
A mídia da década de 1970 aplicou o termo "breakdancing" ao que posteriormente foi chamado de breaking e b-boying na rua. Um break (em português chamado de quebra ou pausa) é um interlúdio musical durante uma canção - geralmente com batidas fortes e agressivas e de difícil condução. Quando os DJs de hip hop dos anos 1970 praticavam break beats (batimentos de quebra), os dançarinos reagiram a isto e inventaram passos impressionantes de dança. DJ Kool Herc criou o termo "b-boys" e "b-girls", para meninos e meninas que praticam breakdance.

#### Breaking/B-boying vs. Funk Styles
Quando os filmes Breakin' e Breakin' 2: Electric Boogaloo foram lançados, os produtores colocaram todos os estilos de dança no âmbito da breakdance, causando uma confusão entre os nomes internos. Em adição, Breakin' foi lançado internacionalmente como Breakdance: The Movie, causando outra divergência na nomenclatura no exterior. Os meios de comunicação chamaram os estilos de breaking, breakdancing e breakdance, portanto, as três formas são aceitas. Mas, não deve-se relacionar Funk Styles a esta terminologia. O hip hop originou no Bronx, Nova Iorque, enquanto o Funk Styles veio da costa oeste na era do funk. Eles são chamados Funk Styles porque foram originalmente feitos para a música funk e não o hip hop.

### Exposição mundial
A dança hip hop é hoje praticada em todo o mundo. Houve muitas etapas em sua história para vir a aceitação internacional que recebe hoje.
| Ano  | Contribuinte                                   | Evento |
| ---- | ---------------------------------------------- | --- |
| 1970 | Don Cornelius                                  | Cornelius criou e produziu executivamente Soul Train— um programa televisivo de música e dança, que trazia R&B, funk, soul e dança social. Soul Train foi transmitido na Coreia do Sul pela U.S. Armed Forces Korea Network. Antes de se tornar oficialmente um grupo, os integrantes do The Lockers fizeram várias aparições neste programa.                       |
| 1973 | Don Campbell                                   | The Lockers, originalmente chamados de The Campbellockers, são fundados em Los Angeles por Don Campbell. |
| 1974 | The Jackson 5                                  | The Jackson 5 realiza "Dancing Machine" no Soul Train popularizando a dança (ro)boting. |
| 1977 | Sam "Boogaloo" Solomon                         | Os Electric Boogaloos são fundados em Fresno, California por Sam Solomon. Seu nome original era Electric Boogaloo Lockers mas "Lockers" foi retirado no ano seguinte. O Electric Boogaloos também participou no Soul Train. |
| 1977 | Jamie "Jimmy D" White; Santiago "Jo Jo" Torres | The Rock Steady Crew é fundado na Cidade de Nova Iorque pelos b-boys Jimmy D e Jo Jo. |
| 1982 | Ruza "Kool Lady" Blue                          | A treinadora Kool Lady Blue organiza a New York City Rap Tour, que contou com Rock Steady Crew, Afrika Bambaataa, Cold Crush Brothers, Double Dutch Girls e Fab 5 Freddy. Eles viajaram para a Inglaterra e a França. |
| 1982 | Rock Steady Crew                               | Wild Style é lançado no Japão. Os b-boys do Rock Steady Crew realizaram filmagens em um shopping no distrito de Harajuku em Tóquio. |
| 1983 | Michael Jackson                                | Jackson realizou o moonwalk (chamado de backslide no contexto do popping) no especial da ABC Motown 25. Esta performance é reconhecida em todo o mundo. Apesar de Michael Jackson ser o responsável pela popularização do moonwalk, ele não foi o inventor do mesmo.                                                                                                |
| 1983 | Rock Steady Crew; Norman Scott                 | Flashdance é lançado e torna-se o primeiro filme de Hollywood com participação de b-boys com o jovem Crazy Legs servindo como dublê de corpo para o personagem de Jennifer Beals, Alex. Crazy Legs, Frosty Freeze, Ken Swift e Norman Scott (popper) dançaram neste filme, que contribuiu para a exposição da dança hip-hop na ocasião do lançamento internacional. |
| 1983 | Rock Steady Crew                               | RSC dança para a rainha da Inglaterra no the Royal Variety Performance. |
| 1984 | New York City Breakers; Rock Steady Crew       | Beat Street é um filme sobre a cultura hip hop lançado na Alemanha Ocidental introduzindo breaking, escrita do grafite, e DJing para parte da Europa. O filme destaca uma batalha entre a Rock Steady Crew e a New York City Breakers. |
| 1985 | Tony "Go Go" Lewis                             | Tony Go-Go, um dos membros originais do The Lockers, abre uma escola de locking no Japão. |
| 1990 | Thomas Hergenröther                            | Hergenröther organiza a Battle of the Year, a primeira e famosa competição internacional de breakdance, na Alemanha. |
| 1994 | Asia One                                       | O primeiro B-Boy Summit internacional é realizado. Ele foi fundado pela b-girl Asia One. |
| 2005 | Rize                                           | Um documentário sobre o krumping dirigido por David LaChapelle estreia no Festival Sundance de Cinema e após é exibido internacionalmente. Os pioneiros do krumping Ceasare "Tight Eyez" Willis, Christopher "Lil' C" Toler, Marquisa "Miss Prissy" Gardner e o inventor do clowning Tommy "The Hip-Hop Clown" Johnson aparecem neste filme.                        |
| 2007 | University of East London                      | O Institute for Performing Arts (IPAD) inicia um programa de bacharelato de dança mundial especializada em hip hop, e suas formas urbana e global. |

Televisão, filmes, videoclipes, performances internacionais, aulas de dança oferecidas no exterior e agora a internet tem contribuído para a difusão da dança hip hop em todo o mundo. Embora estes estilos apareceram pela primeira vez de modo independente, agora são aceitos dentro do grande esquema do hip hop.

## Estilos principais
Esta lista fornece uma visão geral dos principais estilos de dança hip-hop: breaking, locking e popping. Estes estilos são os mais antigos e presentes em todas as danças do estilo. Eles conseguiram notabilidade em todo mundo, além de constantemente aparecerem em filmes e serem motivos para competições, principalmente na Europa.

### Breaking

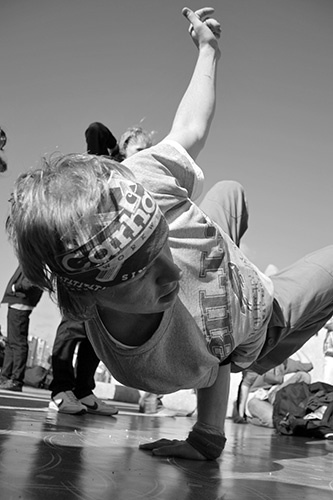
Um b-boy realizando um airchar freeze no Street Summit 2006, em Moscou.

O breaking ou a breakdance foi criado no Bronx, em Nova Iorque, durante a década de 1970. Enquanto os afro-americanos são considerados os criadores do estilo de dança, os latinos são reconhecidos por manter viva a tradição, no final dos anos 1970. Foi Afrika Bambaataa quem classificou a breakdance como um dos cinco pilares do hip hop, juntamente com MC, DJ, grafite e conhecimento. Devido a esta avaliação, é considerada a forma mais popular de todas as danças do gênero. O breaking inclui quatro movimentos fundamentais: toprock, os passos realizados em pé; downrock, realizado no chão para apoiar o seu peso; freezes, onde se faz poses elegantes com as mãos; e power moves, os mais difíceis, com impressionantes movimentos acrobáticos. Um movimento extra que é frequentemente utilizado em batalhas de b-boys e principalmente entre crews é a apache line. Em 1981, o Lincoln Center, na cidade de Nova Iorque, sediou uma batalha de breaking entre Rock Steady Crew e The Dynamic Rockers. Este evento teve a cobertura realizada por New York Times, Village Voice, Daily News, National Geographic e a imprensa local, um fato que ajudou os b-boys a receberem uma atenção maior pelo mundo.

### Locking
O locking, originalmente chamado de campbellocking foi criado em Los Angeles por Don Campbell e introduzido no país por seu grupo, o The Lockers. O locking moderno possui movimentos similares ao popping, e é muitas vezes confundido com este. No locking, o dançarino deve ter as pernas alongadas. O lock é o movimento inicial usado na dança, o qual é similar ao freeze da breakdance ou uma pausa repentina. Um dançarino de locking é caracterizado pelas constantes paradas de ação e rápido reinício do movimento. É indevidamente chamado por pop-locking em algumas regiões dos Estados Unidos. Popping e locking são dois estilos de dança diferentes com suas próprias histórias, seus próprios conjuntos de movimentos, e suas próprias categorias de competição. Um dançarino pode realizar um ou outro, mas não ambos ao mesmo tempo. Foi só depois de assistir o The Lockers na televisão que o jovem Boogaloo Sam se inspirou para criar o popping e boogaloo elétrico. O The Lockers era composto por um número pequeno de lockers e robôs dançarinos, tendo sido treinado por Toni Basil. Por seu papel importante, Basil foi condecorada no Campeonato Mundial de Dança Hip Hop de 2009 como a única contribuinte feminina do Living Legend Award.

### Popping

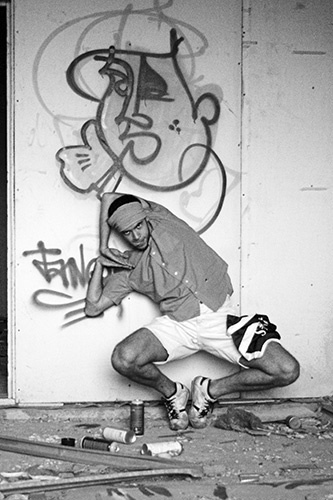
Um dançarino de popping no centro de Moscou.

O popping foi criado por Sam Solomon, em Fresno (Califórnia) e realizado por sua equipe, a Electric Boogaloos. É baseado na técnica de rápida contração e relaxamento dos músculos para causar um empurrão no corpo do dançarino, referido como pop ou hit. Cada hit deve ser sincronizado com o tempo e as batidas da música. O popping também é usado como um termo para se referir a uma gama superior a 10 outros estilos de dança semelhantes. Este estilo inclui dois movimentos principais, deslizar e flutuar, que são movimentos feitos com a parte inferior do corpo, especificamente os pés e as pernas. Quando feito de modo correto, dá a impressão que o dançarino está deslizando sobre o gelo. Em oposição a esses dois movimentos, há o tutting, onde é utilizada a parte superior do corpo - braços, mãos e punho - para formar um ângulo reto de 90º. Quando realizado corretamente, o tutting é semelhante ao personagens da arte do Antigo Egito, portanto o nome Tut - uma referência ao rei Tut.

"Quando Sam criou o popping e o boogaloo [elétrico], outros foram criando e praticando estilos originais próprios de suas autorias. Voltando do dia, vejo muitas áreas da costa oeste conhecidas por seus estilos diferentes uma da outra, cada qual com uma rica história por trás de tudo. Algumas destas áreas são Oakland, Sacramento e San Francisco."

The Electric Boogaloos
Embora o popping seja um termo frequentemente utilizado por dançarinos de hip hop e competidos do mundo inteiro, Popin' Pete dos Boogaloos Elétricos concorda com o uso da palavra "popping" desta forma. "Há pessoas que fazem wave e as que fazem tutting. Elas não estão aparecendo. Digo isso para dar a quem criou outros estilos semelhantes suas dívidas e seus adereços." Estes outros estilos podem ter influenciado o hip hop antes do popping. Earl Snakehips Tucker foi um dançarino profissional da década de 1920 que apareceu no filme Sinfonia de Preto e atuou no Cotton Club em Harlem. Porque o hip hop não existia nesse período, a dança foi considerada como parte do jazz.

## Competições internacionais
Existem várias competições internacionais de dança hip hop. A maioria destes concursos têm torneios regionais qualificativos, ou seja, para o vencedor de cada torneio qualificativo uma vaga no internacional.
- Battle of the Year (BOTY): foi iniciada na Alemanha em 1990. Dedica-se exclusivamente a competição de crews de breaking. Existem diversas competições regionais da BOTY que levam a final do campeonato internacional, que acontece sempre em Braunschweig, na Alemanha.[76] A BOTY foi tema do filme Planet B-Boy, um documentário que conta o treinamento de cinco equipes para o torneio de 2005.[77]
- B-Boy Summit: é uma conferência internacional de quatro dias criada no ano de 1994 em San Diego, Califórnia.[59][78] A conferência inclui competições de breakdance, painéis de grafite, e um mercado. A diferença entre a B-Boy Summit - além de que esta é realizada em uma cimeira - e as outras é que a Summit coloca bastante ênfase na cultura e história do hip hop, nos b-boys e b-girls, e na compreensão sobre como tudo se originou.[59] Por este motivo, a conferência reúne também rappers, DJs e promessas do grafite.[59]
- UK B-Boy Championships: foi iniciada em 1996 em Londres, Reino Unido. São quatro títulos de campeonatos mundiais: crews de breaking, b-boy solo, dançarino de popping solo, e locking 2 contra 2.[79] Ao contrário do que o nome pode indicar, a competição é internacional. Ela leva este nome pois a final é sempre realizada no Reino Unido.[80]

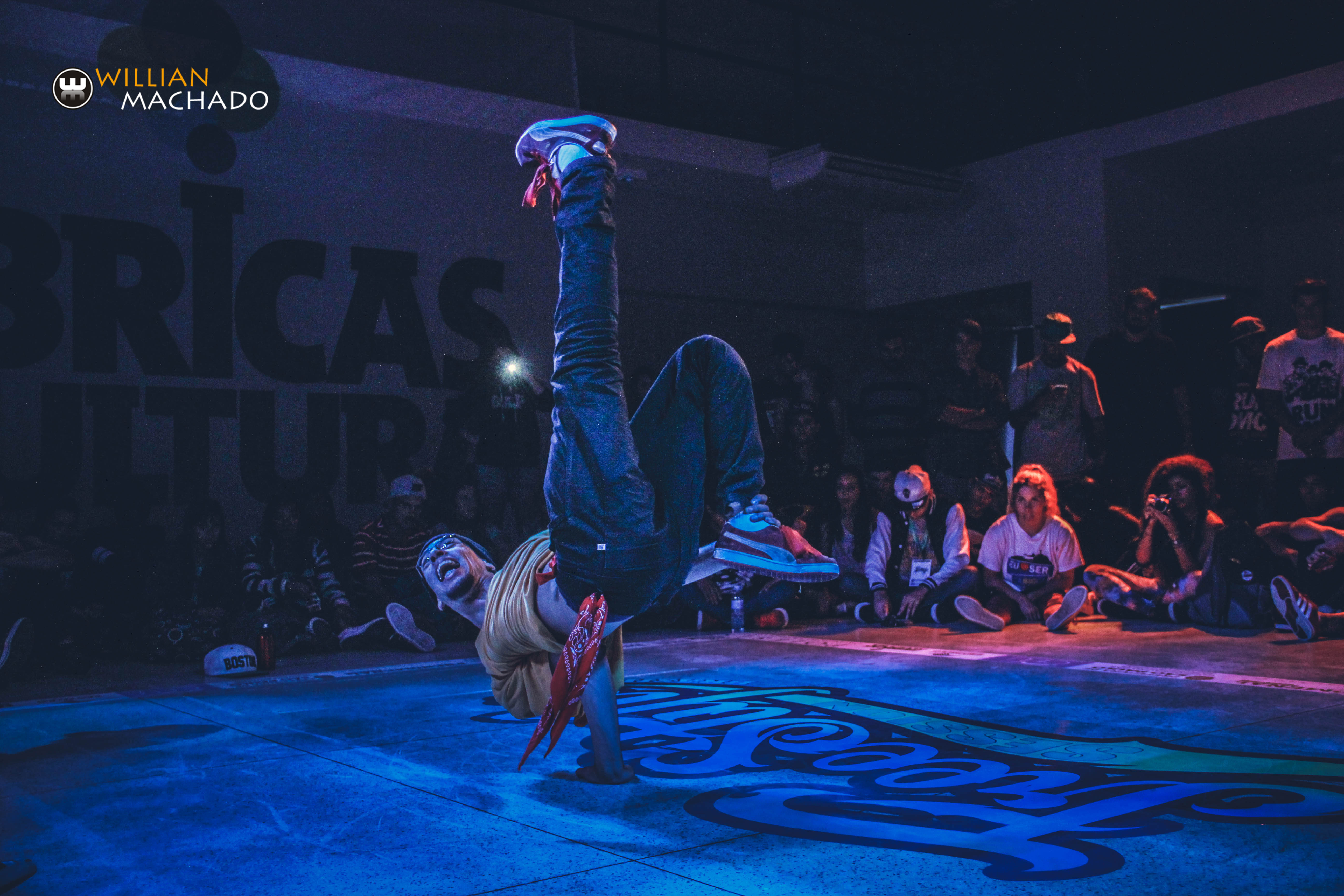
Bboy Lin - Freestyle Session Brazil - Foto Willian Machado.

- Freestyle Session: é uma competição dos Estados Unidos de crews de b-boys iniciada em 1997.[81] Embora não seja anunciado no nome da sessão, ela também abriga concursos de popping e locking.[82]
- The Notorious IBE: é uma competição internacional de breaking criada em 1998 na Holanda.[83] A IBE não é uma competição tradicional, porque não há fases nem juízes. Em vez disso, há eventos calendarizados que acontecem em arenas formadas por grandes ciphers circulares.[83]
- United Dance Organization: World Street Dance Championships: é uma competição de dança hip hop realizada no Reino Unido. As pessoas competem em solo, duplas, quartetos ou times.[84] A UDO também é a anfitriã de European Street Dance Championships e do USA Street Dance Championships.
- Juste Debout: é uma competição de dança de rua realizada anualmente em Paris, França.[85] As competições de dança incluem popping, hip hop new style, locking, house e experimental. A breakdance não é tida como o foco principal, ao contrário do que acontece na maioria das competições internacionais.[85] Não há troféus no concurso. A Juste Debout publica uma revista livre sobre a dança hip hop bimestralmente.[86]
- Hip Hop International: World Hip Hop Dance Championships: é uma competição de dança hip hop localizada nos EUA, onde competem crews e b-boys solo.[87] Para os grupos, existem três divisões por idade: júnior (7–12), colegial (12-18) e adulto. Para o concurso de 2009 foram reunidos 120 equipes de 30 países diferentes.[87]
- Red Bull BC One: reúne os 16 melhores b-boys de todo o mundo que são escolhidos por um painel internacional de especialistas.[88] Foi criada em 2004 pela Red Bull e como a Freestyle Session, se hospeda cada ano em um país diferente.[88][89][90]
- R-16 Korea: é uma competição de breakdance realizada na Coreia do Sul e criada em 2007 pelos asiáticos-americanos Charlie Shin e John Jay Chon.[5] Como a BOTY e a Red Bull BC One, a R16 reúne os dezesseis melhores b-boys do mundo.[91] O que o diferencia de outras competições de dança hip hop é que a R16 é patrocinada pelo governo da Coreia do Sul e é transmitida ao vivo para vários países da Europa.[92]
- Eurobattle: evento Internacional de Dança Hip-hop, é o terceiro maior 'festival' de Break Dance e o único no mundo que reúne os cinco estilos ao mesmo tempo - BBoying, BGirling, Hip-hop New Style, Popping e Locking. Realiza-se anualmente no Porto,[93] em Portugal, e conta com os melhores dançarinos do mundo.

## Impacto
As principais danças do hip hop que estão na moda possuem movimentos de dança popularizados ao inverso dos estilos que são geralmente executados nas festas. Muitas destas danças foram criadas por artistas musicais, como MC Hammer, o qual criou a dança Hammer, e o Digital Underground, que criou a dança Humpty. As danças Hammer e Humpty eram nacionalmente conhecidas e alcançavam grande popularidade, e em seguida, desapareceram como a música associada a elas, pela perda do interesse pelos que a realizavam.
Tecktonik é um estilo de dança combinando vogue, breaking e popping, a qual teve início nas boates de Paris. Como a dança hip hop, a tecktonik é associada com a juventude urbana, e batalhas de dança são realizadas na rua e nos clubes, mas devido à música percussionada consigo e a origem, este estilo deve ser classificado como "dança de casa".
Além de cenas de festa, a dança hip hop ganhou divulgação pela internet através de redes sociais. Websites como DanceJam e West Coast Poppin foram criados especificamente para dançarinos criarem perfis e interagirem entre si. West Coast Poppin é focado para poppers e lockers, enquanto o DanceJam é inclusivo a todos os estilos de dança hip hop. O DanceJam foi fundado em 2008 por Geoffrey Arone, Anthony Young e MC Hammer. Os moderadores dos sites criam batalhas online e postam tutoriais para aprender-se os movimentos populares da dança.

### Grupos de dança
Como afirmado anteriormente, um crew de dança é um grupo de dançarinos de rua que se reúnem e criam rotinas de dança. Como a cultura hip hop se espalhou por toda Nova Iorque, os crews de breakdance se reuniram mais para disputar batalhas um contra o outro. Foi nesta época em que os movimentos de dança diferentes de breaking foram se desenvolvendo organicamente. O mesmo pode ser dito do que aconteceu com os movimentos de dança do Funk Styles - na década de 1990 - e do krumping. Ser parte de um crew é a única maneira para saber como estes estilos começaram. No início, as equipes eram formadas nos bairros e se envolviam em batalhas nas suas respectivas cidades. Hoje, as equipes podem lutar nas competições com outros grupos de todo o mundo.
Os crews continuam a ser construídos com base na amizade e localização dos integrantes. Eles também são formados por outras diversas razões: tema, sexo, etnia e estilo de dança. Os crews não são exclusivos; é comum que os dançarinos estão em envolvidos em mais de um grupo (principalmente se o estilo não é tão conhecido ainda, como o krumping). Um exemplo disso é Steffan "Mr. Wiggles" Clemente, o qual é membro do Rock Steady Crew e do Electric Boogaloos.
Apesar dos crews de dança serem mais prevalentes no hip hop, as companhias de dança existem tanto nos EUA quanto no exterior. Exemplos incluem Culture Shock (EUA), Lux Aeterna (EUA), Boy Blue Entertainment (Europa), NEXT (Portugal), Bounce Streetdance Company (Suécia), 2Faced Dance (Europa), Funkbrella Dance Company (EUA), Blaze Streetdance Company (Holanda), Next Level Entertainment (Austrália) e Zoo Nation (Europa).

### Indústria da dança
"A dança de rua não é e nunca deverá ser uma contagem. Você não deve contar 1, 2, 3, 4, 5, 6 no hip hop. Isto deve ser uma sensação, fazendo barulhos como "ou" "ah" "aw" "tsi", assim que contamos, deste jeito."

Timothy "Popin Pete" Solomon;
The Electric Booglaoos
A indústria respondeu a dança hip-hop, criando uma versão mais comercial da mesma. Este "estúdio hip hop", algumas vezes conhecido por new style (estilo novo) ou L.A. style (estilos Los Angeles) Do ponto de vista de alguém profundamente imerso na cultura hip-hop, qualquer coisa que se parece com a dança hip-hop e que não veio das ruas não é uma forma verdadeira de dança. Em entrevista a revista Dance, o professor de dança hip hop Emilio "Buddha Stretch" Austin, Jr explica como vê-la:

"Há um monte de dançarinos de jazz lá fora, fazendo pseudo hip hop. Muitos professores não sabem a história, e eles estão apenas ensinando os passos. Eles estão aprendendo a partir de vídeos, mas não sabem a cultura. Se você vê a Britney Spears, acha que é hip hop, mas isso nunca foi hip hop. É completamente enfraquecido. Os estúdios poderiam se importar menos, porque o hip hop é uma de suas maiores fontes de receita."

Do ponto de vista técnico, a dança hip hop new style é caracterizada como contudente, pois envolve flexibilidade corporal e isolamentos para movimentação de uma determinada parte do corpo, independentemente das outras. Este posicionamento é similar ao balé ou a dança de salão, onde o peito é vertical e o corpo é duro. Além disso, este novo estilo do hip hop é muito rítmico e coloca bastante ênfase na musicalidade, sendo seus movimentos sensíveis a isto, podendo se tornar freestyle.
Outro estilo criado pela indústria de dança é o chamado jazz funk. Jazz funk é uma mistura híbrida das danças de jazz e de hip hop. Este estilo é utilizado por artistas de R&B, como Beyoncé. ou Chris Brown. Embora seja relacionado a dança hip hop, o jazz funk não faz parte da mesma porque os movimentos fundamentais utilizados são utilizados pelo jazz. Os estúdios de dança responderam a criação destes novos estilos com a contratação em peso de técnicos profissionais especializados no novo estilo hip hop e no jazz funk. Alguns dos maiores destes estúdios incluem Millennium (LA), Edge Performing Arts Center (LA), Debbie Reynolds (LA), Broadway Dance Center (Nova Iorque), Pineapple Studios (Londres), Sunshine Studios (Manchester), The Vibe - O Centro Internacional de Dança Hip Hop (Oslo, Noruega), DREAM Dance Studio (Canadá), e Ones to Watch (Japão e Hong Kong).
Outros setores da indústria responderam à crescente popularidade da dança hip hop. No circuito das convenções, existiam para balé, jazz e funk, mas não para hip hop. Este vazio também ocorria em lojas de roupa para dançarinos. Monsters of Hip Hop e Nappytabs foram criadas para atender ambas as necessidades. Monsters of Hip Hop é a primeira convenção exclusiva de hip hop, tendo sido criada em 2003 na cidade de Baltimore por Andy Funk, juntamente com sua esposa Becky e sua irmã Angie Servant. A convenção atualmente viaja para diversas cidades dos Estados Unidos e do México. Nappytabs é a primeira linha de roupa feita especialmente para dançarinos de hip hop. Sua lista de itens incluem principalmente camisas regatas, calções largos, camisetas e moletons.

#### Hip hop lírico
O hip hop lírico é uma versão mais fluida e interpretativa do hip hop new style, sendo que na maioria das vezes é dançada ao som de um rap ou um R&B contemporâneo. A coreógrafa Kate Prince descreve-o como um "hip hop com emoção". O hip hop lírico concentra-se mais na coreografia e em performances, e menos em freestyle e batalhas. Ele ganhou sua primeira exposição mainstream na quarta temporada do reality show So You Think You Can Dance. O termo atual é creditado a Adam Shankman, um coreógrafo e jurado do programa, que fez um comentário em relação a coreografia de Tabitha and Napoleon D'umo com base na música "Bleeding Love" de Leona Lewis.

"A grande coisa deste show é que vocês realmente exploraram uma coisa nova, o hip hop lírico, e vocês [Tabitha e Napoleon] conseguiram fazer certamente. Este espetáculo pôde mostrar a todos que o hip hop contém sua beleza legítima e que o trabalho realizado por vocês pode quebrar o coração de todos que nos assistem.

Adam Shankman 

Devido ao comentário de Shankman e os trabalhos posteriores de Tabitha e Napoleon nas temporadas 4 e 5, este grupo é creditado como o inventor do estilo. De acordo com a revista Dance Spirit, o que diferencia o hip hop lírico do padrão é que neste os dançarinos interpretam a batida de um outro modo.

O que faz o hip hop lírico original é que os movimentos da dança tentam explicar a história de uma canção. Ocorrem "isolamentos" (especialmente do tórax), movimentos lentos e fluidos, que transformam isto num estilo inspirado pelo contemporâneo. Não, isto não é o popping, é diferente. Os dançarinos são obrigados a ver como estão realizando os movimentos, para nada sair errado.

Apesar de Tabitha e Napoleon serem creditadas como os criadores do hip hop lírico, outros coreógrafos desenvolveram o mesmo estilo de dança em diferentes países, nas versões irmãs de So You Think You Can Dance, na Polônia, na Noruega, e no Reino Unido.

### Entretenimento
O breaking começou a tornar-se uma forma de entretenimento logo após que ele surgiu, na década de 1970. Os primeiros filmes de hip hop, Wild Style e Beat Street foram gravados no início da década de 1980. Wildstyle foi o primeiro filme centrado em torno da cultura hip-hop, no entanto, Flashdance já havia colocado a breakdance nas telas. Os longas Breakin e Breakin 2: Electric Boogaloo, também lançados na mesma década, introduziram os estilos de funk no cinema. O novo milênio produziu diversos filmes sobre a dança hip hop: The Freshest Kids, Honey, You Got Served, Step Up 2: The Streets, How She Move, B-girl e Planet B-Boy. Rize, The Heart of Krump e Shake City 101, também lançados após o novo milênio, são documentários sobre krumping e sobre como os dançarinos se desenvolveram. Estes filmes/documentários são exemplos onde a trama e a música intereferem diretamente com a atuação dos personagens.

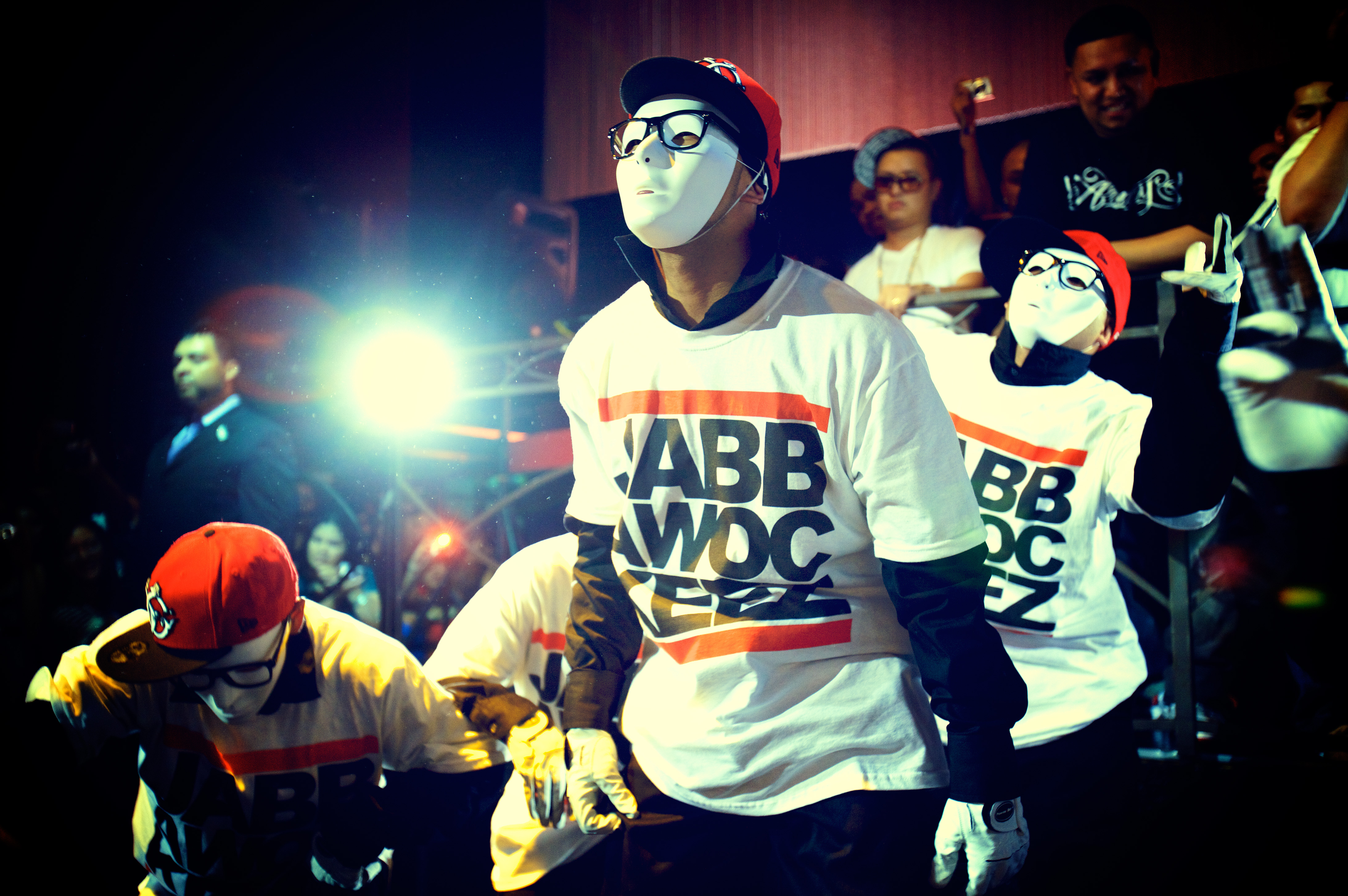
Os JabbaWockeez, vencedores da primeira temporada do America's Best Dance Crew.

Posteriormente, a dança hip hop moveu-se do cinema para a televisão. Shows de dança na TV incluem The Grind, Dance Fever, Dance 360 e The Wade Robson Project. O America's Best Dance Crew é uma competição de dança em forma de reality show da MTV criada por Howard e Karen Schwartz, fundadores da organização Hip Hop International, que organizam os campeonatos de dança dos EUA e do mundo. Em cada episódio, crews de diferentes lugares do país competem em  batalhas para ver quem é o melhor. Algumas equipes têm agora sites oficiais, e realizam aparições em clubes, disputam concursos em diferentes locais e aparecem como convidados em programas de notícias.
A competição de reality show So You Think You Can Dance encoraja os dançarinos de todos os estilos, incluindo hip hop, a competirem. Tem uma premissa similar ao American Idol, uma série de competições de canto, com audições em todo o país em busca da descoberta de uma grande estrela. Um dos organizadores do show disse: "Trazendo todos estes estilos reunidos em uma única competição, que também inclui dança de salão, jazz e balé, e isso contribui para legitimar a dança hip hop como uma forma séria de expressão." Os dançarinos de popping Robert "Mr. Fantastic" Muraine e Phillip "Pacman" Chbeeb participaram na quarta temporada; mas os jurados ficaram tão impressionados que os convidaram para participar do show da final em uma batalha um contra o outro (eles não haviam se classificado para isto). Muraine, que dançou ao som de Stronger, canção de Kanye West, impressionou os jurados com sua mínimica e seu estilo contorcionista enquanto Chbeeb respondeu com rápidos movimentos de transformação, fundamentais da dança. Após a batalha, Joshua Allen, um dançarino de hip hop, foi declarado vencedor da edição. No mesmo ano Mona-Jeanette Berntsen, uma dançarina de hip hop da Noruega, foi coroada a vencedora da primeira edição da versão do reality show escandinávio.
Apesar da dança hip hop conseguir se estabelecer firmemente na televisão e no cinema, o mesmo não aconteceu no teatro. Dois dos principais espetáculos de hip hop foram realizados há mais de quinze anos: o musical So! What Happens Now?, de 1991, e a peça Jam on the Groove, ambos realizados pela Rock Steady Crew, Magnificent Force, e o Rhythm Technicians. Um dos pioneiros deste movimento foi Rennie Harris, o qual fundou na cidade de Filadélfia em 1992 uma companhia de teatro hip hop. Esta companhia mantém-se ativa até os dias de hoje e já percorreu todo o mundo apresentando seus trabalhos originais, como March of the Antmen, P-Funk, Endangered Species, Facing Mekka e Rome & Jewels.

### Aptidão física
Hoje a dança hip hop é reconhecida pelos dançarinos e pelos treinadores como uma forma alternativa da prática de atividade física. Hip Hop Internacional, uma organização que administra campeonatos de breakdance nos Estados Unidos e no mundo inteiro, foi fundada como uma subsidiária da Sports Fitness International. De acordo com o site de saúde e fitness Lance Armstrong LiveStrong.com, a dança hip hop é particularmente útil na construção muscular abdominal:
Muitos dos movimentos do hip hop são utilizados para exercitar o abdômen, e esta é uma boa área muscular para se trabalhar. Há uma grande quantidade de movimentação do quadril e da cintura pélvica. O popping, dança de hip hop, trabalha todos estes músculos. Fazendo os movimentos do popping na hora certa, se obtém um perfeito resultado para o abdômen.